# Coppa del Re 2022-2023
La Coppa del Re 2022-2023 (in spagnolo Copa del Rey) è stata la 121ª edizione del torneo. La competizione è iniziata il 19 ottobre 2022 ed è terminata il 6 maggio 2023 con la vittoria del Real Madrid.

## Formula del torneo
Il 26 luglio 2022 l'assemblea della RFEF ha confermato il format della passata edizione e comunicato le date del calendario.
| Turno                | Sorteggio   | Data           | Incontri | Squadre   | Dettagli |
| -------------------- | ----------- | -------------- | -------- | --------- | --- |
| Eliminatoria         | 3 ottobre   | 19 ottobre     | 10       | 125 → 115 | Partecipano i campioni di ognuna delle 20 federazioni territoriali, accoppiati in base a criteri di vicinanza geografica                   |
| Primo turno          | 24 ottobre  | 12-13 novembre | 55       | 115 → 60  | Partecipano tutte le squadre, tranne il campione della Primera Federación 2021-2022 e le quattro qualificate alla Supercopa de España 2023 |
| Secondo turno        | 16 novembre | 20-22 dicembre | 28       | 60 → 32   | Partecipa il campione della Primera Federación 2021-2022                                                                                   |
| Sedicesimi di finale | 23 dicembre | 3-5 gennaio    | 16       | 32 → 16   | Entrano le quattro qualificate alla Supercopa de España 2023                                                                               |
| Ottavi di finale     | 7 gennaio   | 17-19 gennaio  | 8        | 16 → 8    | |
| Quarti di finale     | 20 gennaio  | 25-26 gennaio  | 4        | 8 → 4     | |
| Semifinali           | 30 gennaio  | 1-2 marzo      | 2        | 4 → 2     | Incontri di andata e ritorno |
| Semifinali           | 30 gennaio  | 4-5 aprile     | 2        | 4 → 2     | Incontri di andata e ritorno |
| Finale               | 30 gennaio  | 6 maggio       | 1        | 2 → 1     | Match unico in uno stadio neutrale |

## Squadre partecipanti
Le seguenti squadre sono qualificate per la competizione. Le squadre riserve non sono ammesse.
| La Liga le 20 squadre della stagione 2021-2022 | Segunda División le 21 squadre (sono escluse le squadre riserve) della stagione 2021-2022 | Primera División RFEF le migliori cinque squadre di ciascun gruppo della stagione 2021-2022 escluse le squadre riserve                                                | Segunda División RFEF le migliori cinque squadre di ciascun gruppo della stagione 2021-2022 escluse le squadre riserve | Tercera División RFEF la migliore squadra di ciascuno dei 18 gruppi della stagione 2021-2022 e le 7 migliori seconde, escluse le squadre riserve | Copa Federación le quattro semifinaliste dell'edizione 2021 | Leghe regionali le migliori squadre non promosse di ognuna delle 20 federazioni territoriali nella stagione 2021-2022 |
| - Alavés - Athletic Bilbao - Atlético Madrid - Barcellona - Betis - Cadice - Celta Vigo - Elche - Espanyol - Getafe - Granada - Levante - Maiorca - Osasuna - Rayo Vallecano - Real Madrid - Real Sociedad - Siviglia - Valencia - Villarreal | - Alcorcón - Almería - Amorebieta - Burgos - Cartagena FC - Eibar - Fuenlabrada - Girona - Huesca - Ibiza - Las Palmas - Leganés - Lugo - Malaga - Mirandés - Ponferradina - Real Valladolid - Real Oviedo - Real Saragozza - Sporting Gijón - Tenerife | - Albacete - FC Andorra - Atlético Baleares - Deportivo La Coruña - Gimnàstic - Linares Deportivo - Racing Ferrol - Racing Santander - Rayo Majadahonda - UD Logroñés | - Arenas CD - Cacereño - Ceuta - Córdoba - Coria - Coruxo - Cristo Atlético - Eldense - Gernika - Hércules - Ibiza Islas Pitiusas - Intercity - La Nucía - Lleida Esportiu - Mérida AD - Numancia - Peña Deportiva - Pontevedra - Navalcarnero - Racing Rioja - Real Murcia - San Juan - Sestao River - Teruel - Unión Adarve | - Alfaro - Almazán - Arnedo - Atlético Cirbonero - Atlético Paso - Atlético Saguntino - Beasain - Diocesano - Guadalajara - Guijuelo - Huétor Tájar - Juventud Torremolinos - Las Rozas - Lealtad - Manacor - Manresa - Olot - Ourense CF - Quintanar - Recreativo Huelva - Torrelavega - Utebo - Utrera - Vimenor - Yeclano | - Alzira - Arenteiro - Real Unión - San Roque               | - Algar CD - Amigó - Atlético Lugones - Autol - Barbadás - Cardassar - Cazalegas - Ceuta 6 de Junio - Dinamo San Juan - Fuentes - L'Alcora - Los Yébenes - Melilla CD - Mollerussa - Montilla - Rincón - Santa Amalia - Turégano - Universitario - Velarde |

## Partite

### Turno preliminare interterritoriale
| Squadra 1        | Risultato       | Squadra 2        |
| ---------------- | --------------- | ---------------- |
| 19 ottobre 2022  |                 |                  |
| Ceuta 6 de Junio | 0 – 3           | L'Alcora         |
| Amigó            | 0 – 3           | Fuentes          |
| Velarde          | 1 – 0           | Turégano         |
| Autol            | 1 – 1 (8-7 dtr) | Dinamo San Juan  |
| Algar CD         | 4 – 1           | Melilla CD       |
| Santa Amalia     | 2 – 1           | Universitario    |
| Barbadás         | 2 – 1           | Atlético Lugones |
| Mollerussa       | 4 – 2 (dts)     | Cardassar        |
| Montilla         | 0 – 0 (3-5 dtr) | Rincón           |
| Cazalegas        | 2 – 1 (dts)     | Los Yébenes      |

### Primo turno
Il primo turno vede in campo 110 delle 115 squadre qualificate, ad eccezione delle quattro partecipanti alla Supercoppa e ai campioni di Primera RFEF. Le dieci squadre vincitrici del turno preliminare vengono accoppiate a dieci squadre di Primera División. Le rimanenti sei squadre vengono accoppiate con le quattro squadre provenienti dalla Copa Federación e due di Tercera RFEF. Cinque squadre di Tercera RFEF vengono accoppiate con altrettante di Segunda División. Le restanti quindici squadre si Segunda División vengono accoppiate con quindici compagini di Segunda RFEF. Infine, le diciannove restanti di Tercera  RFEF vengono accoppiate con quelle di Primera RFEF.
Un totale di 55 gare è stato giocato tra il 12 e il 13 novembre.
| Squadra 1             | Risultato       | Squadra 2           |
| --------------------- | --------------- | ------------------- |
| 12 novembre 2022      |                 |                     |
| Fuentes               | 1 – 4           | Osasuna             |
| Barbadás              | 0 – 2           | Real Valladolid     |
| Manacor               | 1 – 3           | FC Andorra          |
| Olot                  | 0 – 4           | Levante             |
| Guijuelo              | 2 – 0           | Deportivo La Coruña |
| Navalcarnero          | 1 – 3 (dts)     | UD Logroñés         |
| Huétor Tájar          | 0 – 3 (dts)     | Albacete            |
| Guadalajara           | 2 – 1           | Ponferradina        |
| Gernika               | 0 – 0 (6-5 dtr) | Leganés             |
| Arenas CD             | 1 – 0           | Lugo                |
| Beasain               | 2 – 3 (dts)     | Sporting Gijón      |
| Racing Rioja          | 0 – 2           | Gimnàstic           |
| Sestao River          | 1 – 0           | Racing Ferrol       |
| Utrera                | 0 – 1           | Ceuta               |
| L'Alcora              | 0 – 3           | Elche               |
| Autol                 | 0 – 6           | Maiorca             |
| Atlético Saguntino    | 1 – 0           | Amorebieta          |
| Cristo Atlético       | 0 – 2 (dts)     | Ibiza               |
| Cacereño              | 3 – 0           | Córdoba             |
| Coria                 | 2 – 0           | Fuenlabrada         |
| Santa Amalia          | 0 – 9           | Villarreal          |
| Rincón                | 0 – 3           | Espanyol            |
| Almazán               | 0 – 2           | Atlético Madrid     |
| 13 novembre 2022      |                 |                     |
| Alfaro                | 0 – 1           | Cartagena FC        |
| Algar CD              | 1 – 6           | Celta Vigo          |
| Arnedo                | 1 – 1 (4-3 dtr) | Atlético Baleares   |
| Atlético Paso         | 1 – 1 (3-2 dtr) | Real Murcia         |
| Cazalegas             | 1 – 4           | Real Sociedad       |
| Atlético Cirbonero    | 0 – 1           | Intercity           |
| Coruxo                | 2 – 2 (2-4 dtr) | Eldense             |
| Diocesano             | 1 – 0           | Real Saragozza      |
| Hércules              | 2 – 4           | La Nucía            |
| Lealtad               | 0 – 2           | Tenerife            |
| Manresa               | 1 – 3           | Pontevedra          |
| Mollerussa            | 1 – 3           | Rayo Vallecano      |
| Quintanar             | 1 – 2 (dts)     | Girona              |
| Vimenor               | 0 – 2           | Mirandés            |
| Las Rozas             | 0 – 3           | Eibar               |
| Peña Deportiva        | 1 – 1 (7-8 dtr) | Malaga              |
| Recreativo Huelva     | 0 – 0 (3-4 dtr) | Burgos              |
| Torrelavega           | 2 – 3 (dts)     | Real Oviedo         |
| Juventud Torremolinos | 2 – 2 (4-2 dtr) | Huesca              |
| Ibiza Islas Pitiusas  | 3 – 1           | Rayo Majadahonda    |
| Unión Adarve          | 1 – 2           | Linares Deportivo   |
| Velarde               | 0 – 2           | Siviglia            |
| Teruel                | 0 – 1           | Las Palmas          |
| Yeclano               | 2 – 3           | Granada             |
| San Juan              | 0 – 2           | Numancia            |
| Ourense CF            | 1 – 1 (2-4 dtr) | Alcorcón            |
| Lleida Esportiu       | 0 – 1           | Alavés              |
| Real Unión            | 3 – 2           | Cadice              |
| Utebo                 | 2 – 2 (3-4 dtr) | Mérida AD           |
| San Roque             | 2 – 3 (dts)     | Getafe              |
| Alzira                | 0 – 2           | Athletic Bilbao     |
| Arenteiro             | 2 – 0           | Almería             |

### Secondo turno

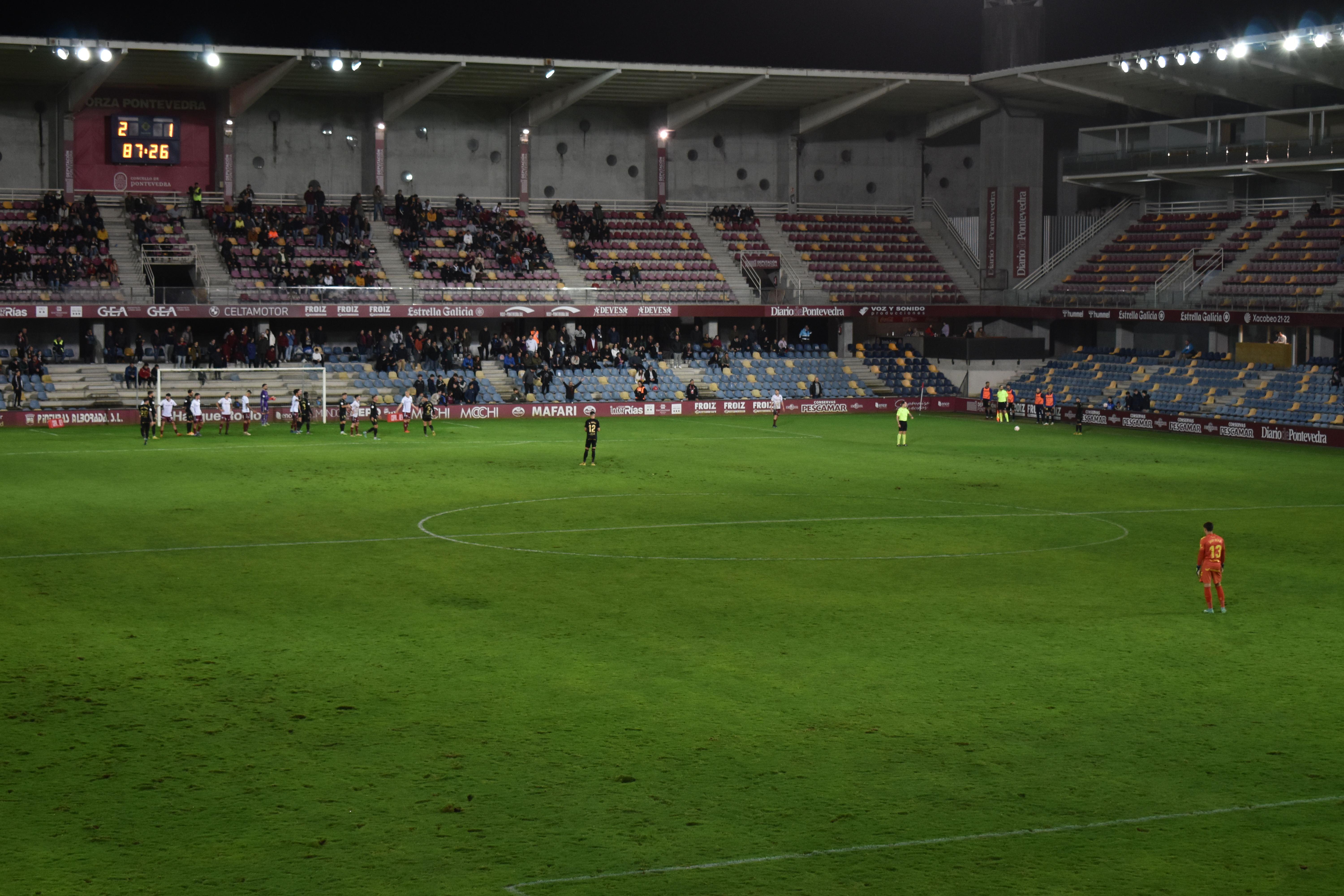
Istantanea dell'incontro tra e sul neutro di Pasarón de la Vera

Al secondo turno partecipano le 56 squadre vincitrici del primo turno. Il sorteggio è stato effettuato il 16 novembre.
| Squadra 1             | Risultato       | Squadra 2        |
| --------------------- | --------------- | ---------------- |
| 20 dicembre 2022      |                 |                  |
| Guadalajara           | 0 – 3           | Elche            |
| Diocesano             | 0 – 2           | Getafe           |
| Intercity             | 2 – 0           | Mirandés         |
| Real Unión            | 0 – 1           | Maiorca          |
| Sestao River          | 0 – 1           | Athletic Bilbao  |
| Guijuelo              | 1 – 2 (dts)     | Villarreal       |
| Atlético Paso         | 0 – 1           | Espanyol         |
| Alcorcón              | 1 – 1 (2-4 dtr) | FC Cartagena     |
| 21 dicembre 2022      |                 |                  |
| Atlético Saguntino    | 0 – 0 (1-3 dtr) | Rayo Vallecano   |
| Ibiza Islas Pitiusas  | 1 – 0           | Eibar            |
| Mérida AD             | 0 – 1           | Alavés           |
| Numancia              | 0 – 3           | Sporting Gijón   |
| Levante               | 2 – 1           | FC Andorra       |
| Arenas Getxo          | 1 – 5           | Real Valladolid  |
| Juventud Torremolinos | 0 – 3           | Siviglia         |
| Arnedo                | 1 – 3           | Osasuna          |
| Coria                 | 0 – 5           | Real Sociedad    |
| UD Logroñés           | 0 – 0 (4-3 dtr) | Albacete         |
| Ceuta                 | 3 – 2           | Ibiza            |
| Pontevedra            | 2 – 1           | Tenerife         |
| 22 dicembre 2022      |                 |                  |
| Gernika               | 0 – 3           | Celta Vigo       |
| Cacereño              | 2 – 1           | Girona           |
| Linares Deportivo     | 1 – 0           | Racing Santander |
| Eldense               | 1 – 0           | Burgos           |
| Arenteiro             | 1 – 3           | Atlético Madrid  |
| Gimnàstic             | 2 – 1           | Malaga           |
| La Nucía              | 0 – 0 (6-5 dtr) | Las Palmas       |
| Real Oviedo           | 1 – 0           | Granada          |

### Sedicesimi di finale
| Squadra 1            | Risultato   | Squadra 2       |
| -------------------- | ----------- | --------------- |
| 3 gennaio 2023       |             |                 |
| Cartagena FC         | 1 – 5       | Villarreal      |
| Espanyol             | 3 – 1 (dts) | Celta Vigo      |
| La Nucía             | 0 – 3       | Valencia        |
| Ceuta                | 1 – 0       | Elche           |
| Cacereño             | 0 – 1       | Real Madrid     |
| Levante              | 3 – 2       | Getafe          |
| Sporting Gijón       | 2 – 0       | Rayo Vallecano  |
| 4 gennaio 2023       |             |                 |
| Linares Deportivo    | 0 – 5       | Siviglia        |
| UD Logroñés          | 0 – 1       | Real Sociedad   |
| Pontevedra           | 0 – 2 (dts) | Maiorca         |
| Real Oviedo          | 0 – 2       | Atlético Madrid |
| Intercity            | 3 – 4 (dts) | Barcellona      |
| Alavés               | 1 – 0       | Real Valladolid |
| 5 gennaio 2023       |             |                 |
| Gimnàstic            | 1 – 2 (dts) | Osasuna         |
| Ibiza Islas Pitiusas | 1 – 4       | Betis           |
| Eldense              | 1 – 6       | Athletic Bilbao |

### Ottavi di finale
| Squadra 1       | Risultato       | Squadra 2       |
| --------------- | --------------- | --------------- |
| 17 gennaio 2023 |                 |                 |
| Real Sociedad   | 1 – 0           | Maiorca         |
| Alavés          | 0 – 1           | Siviglia        |
| 18 gennaio 2023 |                 |                 |
| Sporting Gijón  | 0 – 4           | Valencia        |
| Athletic Bilbao | 1 – 0           | Espanyol        |
| Betis           | 2 – 2 (2-4 dtr) | Osasuna         |
| Levante         | 0 – 2           | Atlético Madrid |
| 19 gennaio 2023 |                 |                 |
| Ceuta           | 0 – 5           | Barcellona      |
| Villarreal      | 2 – 3           | Real Madrid     |

### Quarti di finale
| Squadra 1       | Risultato   | Squadra 2       |
| --------------- | ----------- | --------------- |
| 25 gennaio 2023 |             |                 |
| Barcellona      | 1 – 0       | Real Sociedad   |
| Osasuna         | 2 – 1 (dts) | Siviglia        |
| 26 gennaio 2023 |             |                 |
| Real Madrid     | 3 – 1 (dts) | Atlético Madrid |
| Valencia        | 1 – 3       | Athletic Bilbao |

### Semifinali
| Squadra 1                | Totale | Squadra 2       | Andata | Ritorno     |
| ------------------------ | ------ | --------------- | ------ | ----------- |
| 1º marzo / 4 aprile 2023 |        |                 |        |             |
| Osasuna                  | 2 – 1  | Athletic Bilbao | 1 – 0  | 1 – 1 (dts) |
| 2 marzo / 5 aprile 2023  |        |                 |        |             |
| Real Madrid              | 4 – 1  | Barcellona      | 0 – 1  | 4 – 0       |

### Finale
| Arbitro: | Sánchez Martínez |

|                 |           |           |
| Rodrygo 2’, 70’ | Marcatori | 58’ Torró |

| Real Madrid | Osasuna |

## Statistiche
- Miglior attacco: Villarreal (18)
- Partita con più reti: Santa Amalia – Villarreal 0-9 (9)
- Partita con maggiore scarto di reti: Santa Amalia – Villarreal 0-9 (9)